# Aversión al riesgo
En economía y finanzas, la aversión al riesgo es la tendencia de las personas a preferir resultados con baja incertidumbre por sobre aquellos resultados con alta incertidumbre, incluso si el resultado medio (la esperanza del resultado) en un caso con alta incertidumbre es igual o mayor en valor monetario al de un resultado más seguro. La aversión al riesgo explica la tendencia a aceptar una situación con un pago probablemente menor pero más predecible, en lugar de otra situación con un pago probablemente mayor pero altamente impredecible. Por ejemplo, un inversor averso al riesgo puede preferir poner su dinero en una cuenta bancaria con una tasa de interés baja pero garantizada, en lugar de una acción que podría tener grandes retornos esperados, pero también implica una posibilidad de pérdida de valor.
Para definirlo, usaremos la siguiente notación:
1. {\displaystyle L} denota la lotería segura (es decir, una lotería en la cual un resultado tiene probabilidad 1; es decir, un hecho seguro).
2. Dada una lotería de resultados en términos de riqueza final como un vector {\displaystyle x=[x_{1},x_{2},..,x_{n}]} y sus probabilidades respectivas {\displaystyle p=[p_{1},p_{2},...,p_{n}]}, denotamos como {\displaystyle E[L]} el valor esperado de {\displaystyle L}, esto es: {\displaystyle E[L]=x\cdot p=\sum _{i=1}^{n}x_{i}\times p_{i}}, donde {\displaystyle p_{i}} es la probabilidad de que ocurra el suceso {\displaystyle x_{i}}.

Es importante no confundir la utilidad del valor esperado de la lotería, {\displaystyle U(E[L])}, con la utilidad esperada, {\displaystyle E[U(L)]}. Siendo {\displaystyle U(E[L])=U(c_{1}\times p(c_{1})+...+c_{n}\times p(c_{n}))} y {\displaystyle E[U(L)]=u(c_{1})\times p(u(c_{1}))+...+u(c_{n})\times p(u(c_{n}))}
Decimos que un individuo es (estrictamente) averso al riesgo si prefiere la lotería que da una riqueza {\displaystyle E(L)} con 100% de seguridad a jugar la propia lotería {\displaystyle L}; siempre que {\displaystyle L} sea una lotería no segura.
Un individuo es (estrictamente) amante del riesgo si se cumple lo contrario.
Por último, un individuo es neutral al riesgo si está indiferente entre las dos loterías mencionadas.

## Ejemplo
A un individuo se le da la posibilidad de elegir entre una lotería con dos consecuencias posibles en la que puede obtener 100 euros con probabilidad 50% y 0 euros con probabilidad 50% , o bien elegir una lotería en donde obtiene 50 euros seguro. En este caso:
Una persona aversa al riesgo elegirá la lotería que da una riqueza {\displaystyle E(L)} con 100% de seguridad a jugar la propia lotería. Se quedará con los 50 euros. En otras palabras, {\displaystyle L[E(L)]\succ L\forall L}.
Una persona neutral al riesgo estaría indiferente entre las dos loterías. Esto es, {\displaystyle L[E(L)]\approx L\forall L}.
Un individuo amante del riesgo jugará la lotería no segura, aún sabiendo que puede llegar a una situación en la que no gane nada. Es decir, {\displaystyle L[E(L)]\succ L\forall L}.
Como dato adicional se puede demostrar que entre dos loterías con igual valor esperado, un averso al riesgo prefiere aquella con menos varianza, al menos si ambas loterías tiene únicamente dos consecuencias posibles.

## Función de utilidad del dinero
En la teoría de utilidad esperada, un agente tiene una función de utilidad u (x) donde x representa el valor que podría recibir en dinero o bienes (en el ejemplo anterior x podría ser 0 o 100).
El tiempo no entra en este cálculo, por lo que la inflación no aparece. (La función de utilidad u (x) se define solamente hasta la transformación positiva lineal, es decir, un desplazamiento constante podría ser agregado al valor de u (x) para todo x, y / o u (x) podría ser multiplicado por Un factor constante positivo, sin afectar las conclusiones).
Esta función se asume creciente (el dinero da utilidad) y continua. {\displaystyle U:R\rightarrow R}
También se puede llegar a asumir que la función está acotada, es decir, toma valores finitos. Por el contrario, asumir que no está acotada puede llevar a conclusiones surrealistas.
Si en una determinada lotería se llega a dar una utilidad infinita entonces el individuo estaría dispuesto a pagar cualquier cantidad de dinero por jugar esta lotería, lo cual no parece nada realista.
Puede demostrarse que la función de utilidad del dinero de un individuo averso al riesgo es cóncava (su utilidad marginal del dinero es decreciente), la de un amante del riesgo, convexa (su utilidad marginal del dinero es creciente), y la de un individuo neutral al riesgo, lineal (su utilidad marginal del dinero es constante).
La función de utilidad para las ganancias percibidas tiene dos propiedades clave: una pendiente ascendente y una concavidad. 
(1) La pendiente ascendente implica que la persona siente que más es mejor: una cantidad mayor recibida produce mayor utilidad y para apuestas arriesgadas la persona preferiría una apuesta que sea de primer orden estocásticamente dominante sobre una apuesta alternativa (es decir, si la masa de probabilidad de la segunda apuesta se traslada a la derecha para formar la primera apuesta, entonces se prefiere la primera apuesta). 
(2) La concavidad de la función de utilidad implica que la persona es aversa al riesgo: una cantidad segura siempre sería preferible a una apuesta arriesgada que tenga el mismo valor esperado; por otra parte, para las apuestas de riesgo la persona preferiría una apuesta que es una contracción de preservación media de una apuesta alternativa (es decir, si parte de la masa de probabilidad de la primera apuesta se extiende sin alterar la media para formar la segunda apuesta, entonces se preferirá la primera apuesta).

## Medidas de la aversión al riesgo
A veces es necesario una medida que se mantenga constante con respecto a transformaciones lineales de la función de utilidad U. Cuanto mayor sea la curvatura de U(c) mayor será la aversión al riesgo del individuo. La magnitud de equivalente cierto de una lotería depende de la curvatura de la función de utilidad del dinero. Una medida de la curvatura, como puede ser la 2ª derivada de U, nos indicará el grado de aversión al riesgo de un agente y nos ayudará a determinar el nivel de concavidad de la función.
La medida más utilizada fue la introducida por Arrow-Pratt donde se presentan dos formas de comparar el riesgo que tiene un individuo frente a otro, de forma absoluta, o ,en su lugar, relacionando la proporción de renta que esta dispuesto a poner en riesgo el individuo.
El coeficiente Arrow-Pratt de aversión absoluta al riesgo es el siguiente:
{\displaystyle R(x)=-u''(x)\div u'(x)}.
El principal problema de la anterior medida es que suele depender del nivel de renta del individuo. Para solucionarlo a veces se recurre al coeficiente de aversión relativa al riesgo:
{\displaystyle RR(x)=-x\times (u''(x)\div u'(x))}.
Este coeficiente mide la variación del grado de aversión al riesgo en relación con variaciones proporcionales (%) en la riqueza. Esto está relacionado con la idea de elasticidad.
Esta medida no depende de las unidades en que expresamos las variables.
Las implicaciones más directas de aumentar o disminuir la aversión al riesgo absoluta o relativa y las que motivan un enfoque en estos conceptos se producen en el contexto de la formación de una cartera con un activo de riesgo y un activo libre de riesgo. Si la persona experimenta un aumento en la riqueza, decidirá aumentar (o mantener sin cambios, o disminuir) el número de euros del activo de riesgo mantenido en la cartera si la aversión absoluta al riesgo está disminuyendo (o constante o creciente). Así, los economistas evitan el uso de funciones de utilidad, como la cuadrática, que exhiben una creciente aversión absoluta al riesgo, porque tienen una implicación conductual poco realista.
Del mismo modo, si la persona experimenta un aumento en la riqueza, decidirá aumentar (o mantener sin cambios, o disminuir) la fracción de la cartera mantenida en el activo de riesgo si la aversión relativa al riesgo está disminuyendo (o constante o creciente).
En economía monetaria, el aumento de la aversión relativa al riesgo aumenta el impacto de las tenencias de dinero de los hogares en la economía en general. En otras palabras, cuanto más aumenta la aversión relativa al riesgo, más choques de la demanda de dinero tendrán un impacto en la economía.

## Equivalente cierto de una lotería
En este contexto es importante el concepto de equivalente cierto de una lotería cualquiera, c(L).
En líneas genérales, es aquella cantidad de euros (o riqueza) que el agente aceptaría; está indiferente entre jugar L o tener c(L) seguro. En el caso de un agente averso al riesgo c(L)<E(L), en el de un neutral al riesgo c(L)=E(L), y en el caso de un individuo amante del riesgo c(L)>E(L).

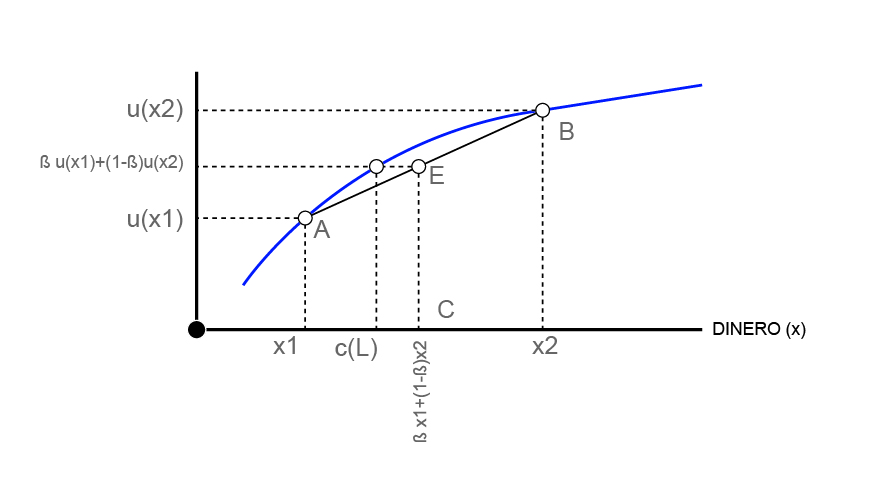
En la figura aparece el caso de un agente averso al riesgo. Podemos representar c(L) si la lotería solo tiene dos consecuencias posibles, x1 y x2

Además podemos llegar a afirmar que un individuo es estrictamente más averso al riesgo si su equivalente cierto para cualquier lotería es igual o menor que el de otro individuo.
El valor esperado de E(L) de L es x1{\displaystyle \beta }{\displaystyle +}x2(1-{\displaystyle \beta })
La diferencia entre el valor esperado E(L) y el equivalente cierto de una lotería c(L) se le denomina prima de riesgo. Para las personas con aversión al riesgo, esta prima es positiva, para las personas neutrales al riesgo será cero y para los individuos amantes del riesgo la prima de riesgo puede llegar a ser negativa.
Si un agente siente demasiada aversión por el riesgo, tendrá que pagar una prima mucho mayor para cubrirse de este, por lo tanto, es de suponer que cuanto más averso sea un individuo mayor será su prima de riesgo.

## Riesgo del público en las actividades sociales
En el mundo real, muchas agencias gubernamentales exigen (con el poder de la aplicación legal) que los riesgos se minimicen, incluso a costa de perder utilidad. Es importante considerar el coste de oportunidad al mitigar un riesgo. 
Los teléfonos móviles pueden tener algún pequeño riesgo para la salud. Si bien, la mayoría de la gente aceptaría ese riesgo no probado para obtener el beneficio de una mejor comunicación. En cambio otros siguen siendo tan aversos al riesgo que no lo hacen.
La teoría de la aversión al riesgo puede aplicarse a muchos aspectos de la vida, por ejemplo:
- Soborno y corrupción - si el riesgo de ser implicado o atrapado supera a las posibles recompensas personales o profesionales.
- Drogas - si el riesgo de desafiar las prohibiciones sociales vale la pena la experiencia de la alteración.

- Deportes extremos - sopesando el riesgo de lesiones físicas o la muerte contra la adrenalina y los derechos de jactancia.